# 多和田上人
多和田 上人（たわた まさと、1987年6月23日 - ）は、日本のお笑いタレント、喜劇俳優である。吉本新喜劇の座員。
沖縄県宜野湾市普天間出身。吉本興業大阪本部所属。身長163cm、体重69kg。旧芸名はたわた。

## 来歴
- 2006年、沖縄から大阪に移住し、NSCの29期生としてお笑いの道へ進む[2]。
- 2010年、中道正彦とコンビ「フラワーズオブロマンス」を結成[3]。2016年に解散[4]。相方・中道は芸人を廃業し、「株式会社フラワーズロマンス」を創業し映像制作の事業を行なっている[4]。
- 2016年、元「パンダンス」の深谷健人（現・kento fukaya）とコンビ「あまえんB」を結成[5]。『せやねん!』（毎日放送）のコーナーにレギュラー出演したが、2017年に解散[6]。以降はそれぞれピンで活動。
- 2019年、吉本新喜劇の「第11個目 金の卵オーディション」に合格し、伊丹祐貴らと共に入団[7]。
- 2024年、6月26日に結婚したことを発表[8]。

## 人物・ギャグ
- 趣味はバスケットボール、NBA鑑賞[2]。
- 元々コンビ時代はボケ担当だったが、イジられキャラ、ツッコミキャラとして扱われることが多い[9]。新喜劇では主にコブダイ、男梅（ノーベル製菓のキャンディ「男梅」のCMに登場する頭部が梅のキャラクター）、チキン・ナゲット、木魚、ミスタースリー（横顔が数字の3に似ていることから）とイジられることが多い。
- 名前が上人（まさと）でスキンヘッドが特徴的だが、仏教の高僧の敬称である上人（しょうにん）とは全くの無関係である。

## 公演
- 「諸太郎の、ジュバリ言うわよ！」（2020年1月14日 - 2020年1月20日、よしもと祇園花月）
- 「過去から来た少年」（2020年02月25日 - 2020年3月2日、なんばグランド花月、2020年3月14日MBSにて放送）